# 井関玄説
井関 玄説（いぜき げんえつ、1618年（元和4年）- 1699年5月30日（元禄12年5月2日））は、江戸時代前期の医師である。名は常甫、号は養真庵。

## 経歴・人物
井関甫重と林市之進の娘の子として近江に生まれる。後に江戸に入り、曲直瀬玄朔の門人となった。玄朔から医学を学び、同じく医師だった井上玄徹と共に同時代の博覧多識の双璧を成し遂げる。1666年（寛文6年）には江戸幕府に招聘され、当時江戸幕府将軍だった徳川家綱に謁見した。
1673年（延宝元年）には法眼に叙され、晩年は細川興隆や徳川頼宣等多くの諸大名の治療にあたったとされているが現在ではその著述は残されていない。子には井関祐甫、孫には井関政甫らがおり以後代々自身の子孫が玄説を襲名し江戸幕府医官を務めた。